# 番茄汁

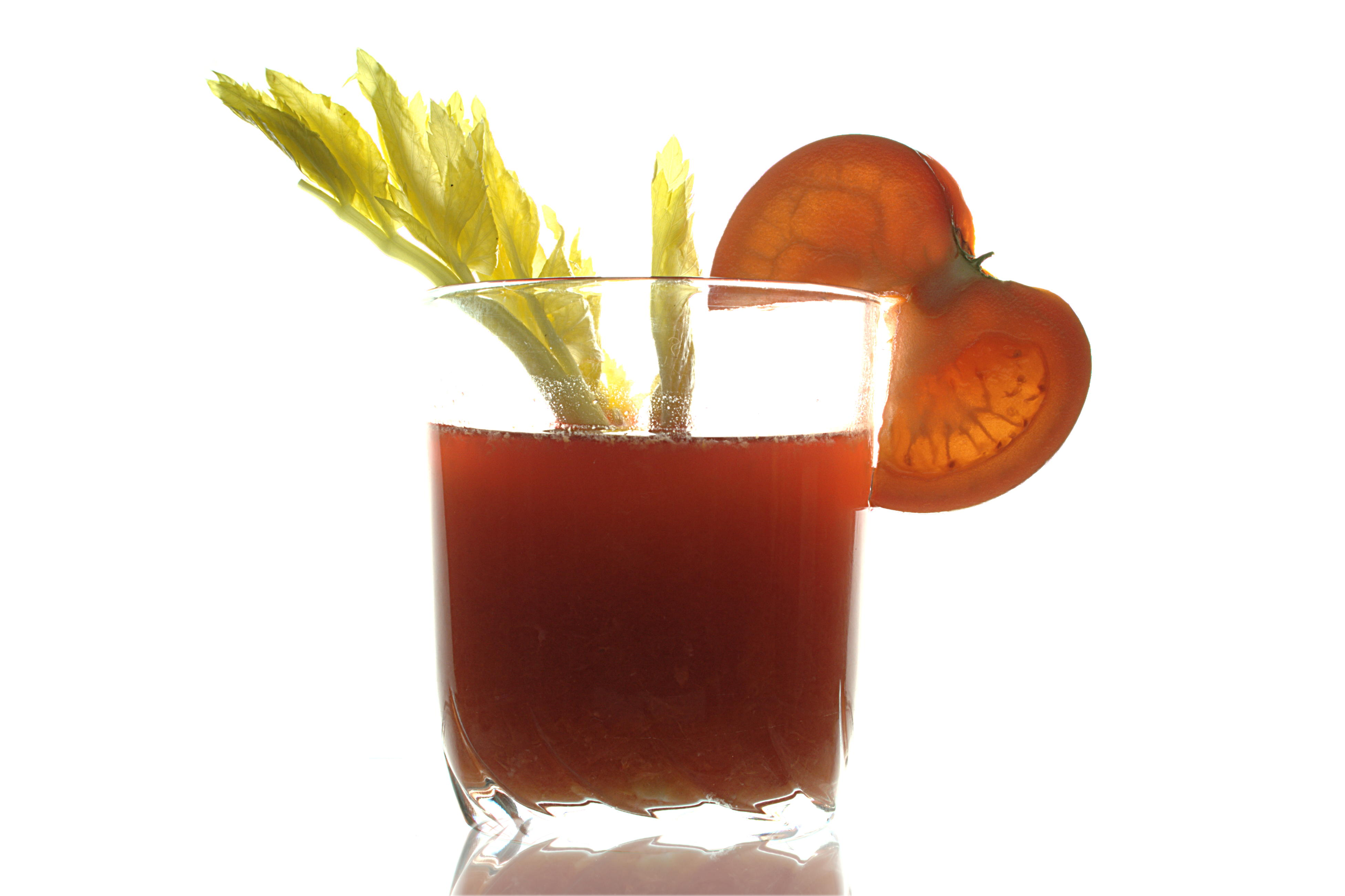
番茄汁

番茄汁是以番茄製成的果汁，一般作为饮料服用，也可作为血玛丽、Michelada等鸡尾酒的配料。

## 历史
番茄汁最早于1917年由路易斯·佩蘭在南卡罗来纳州的弗倫奇利克溫泉酒店作为饮料提供。当时他用尽了橙汁，需要找个替换。他对压碎的番茄、糖以及独家酱料的特别组合随着芝加哥商人们的口口相传很快就大获成功。随着番茄汁的流行，商人们也越来越成功。

## 生产
大部分商业量产的番茄汁都额外加食用盐，有时还会加入洋葱粉、大蒜粉等香辛料。在美国，大量生產的番茄汁于1920年代上市，几年内就成为流行的早餐饮品。按加拿大法律，番茄汁必须由整顆番茄製成；而美国则大多使用番茄泥。

## 用途

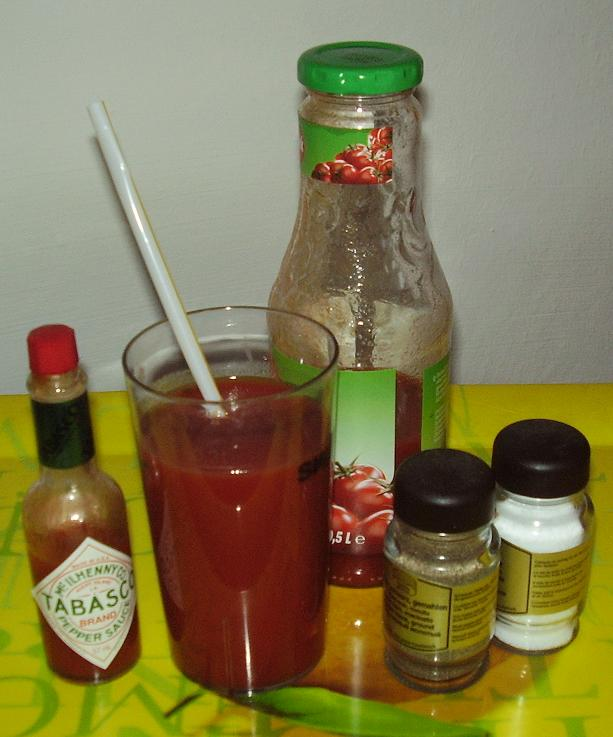
番茄汁以及一些血瑪麗有用到的材料

## 引用
1. ↑  Anne Hattes. "Tomato Juice". Relish, Aug. 2009.
2. ↑  .   [2016-05-21]. （原始内容存档于2016-05-22）.
3. ↑  .   [2016-05-21]. （原始内容存档于2016-05-11）.
4. ↑  .   [2016-05-21]. （原始内容存档于2016-03-05）.